# Monte Atago
Il monte Atago (愛宕山?, Atago-yama/san) è una montagna di 924m situata nella parte nord-occidentale di Ukyō-ku, nella città di Kyoto, nella prefettura di Kyoto, in Giappone, al confine tra le province di Yamashiro e Tanba. Tra le montagne che circondano la città di Kyoto, si erge accanto al Monte Hiei ed è noto come "montagna della fede".

## Descrizione
Si trova nel nord-ovest del bacino di Kyoto e, insieme al Monte Hiei nel nord-est del bacino di Kyoto, è da tempo un luogo di culto. Santuari come il tempio Jingo-ji si trovano sul Monte Takao, nella catena montuosa Atago. Sulla cima si trova il santuario Atago, dove il kami Atago Gongen viene venerato come divinità protettrice degli incendi fin dall'antichità.
È anche noto che Akechi Mitsuhide visitò il santuario di Atago e compose il poema Atago Hyaku-in poco prima dell'Incidente di Honnō-ji.
All'inizio del periodo Shōwa, la ferrovia di Atagoyama realizzò una linea ferroviaria dalla stazione di Arashiyama alla base della montagna e una funivia fino alla cima, come mezzo di trasporto per i pellegrini diretti al santuario Atago. Il parco divertimenti di Atagoyama, che comprendeva anche un hotel e un parco divertimenti, fu inaugurato e divenne affollato di turisti. Tuttavia, il numero di visitatori diminuì a causa della Grande Depressione e della guerra e, alla fine della Seconda guerra mondiale, la funivia fu interrotta perché considerata una linea non necessaria e non urgente, e anche il parco divertimenti e l'hotel furono chiusi. Non furono mai riaperti dopo la guerra. Questo è in contrasto con il Monte Hiei e il Monte Rokkō, che si svilupparono con vialetti d'accesso e si trovavano vicino alle aree urbane, e videro un aumento del turismo dopo la guerra. Se il tempo è buono, la catena montuosa è visibile dalla cima dei grattacieli della città di Osaka.

## Galleria d'immagini

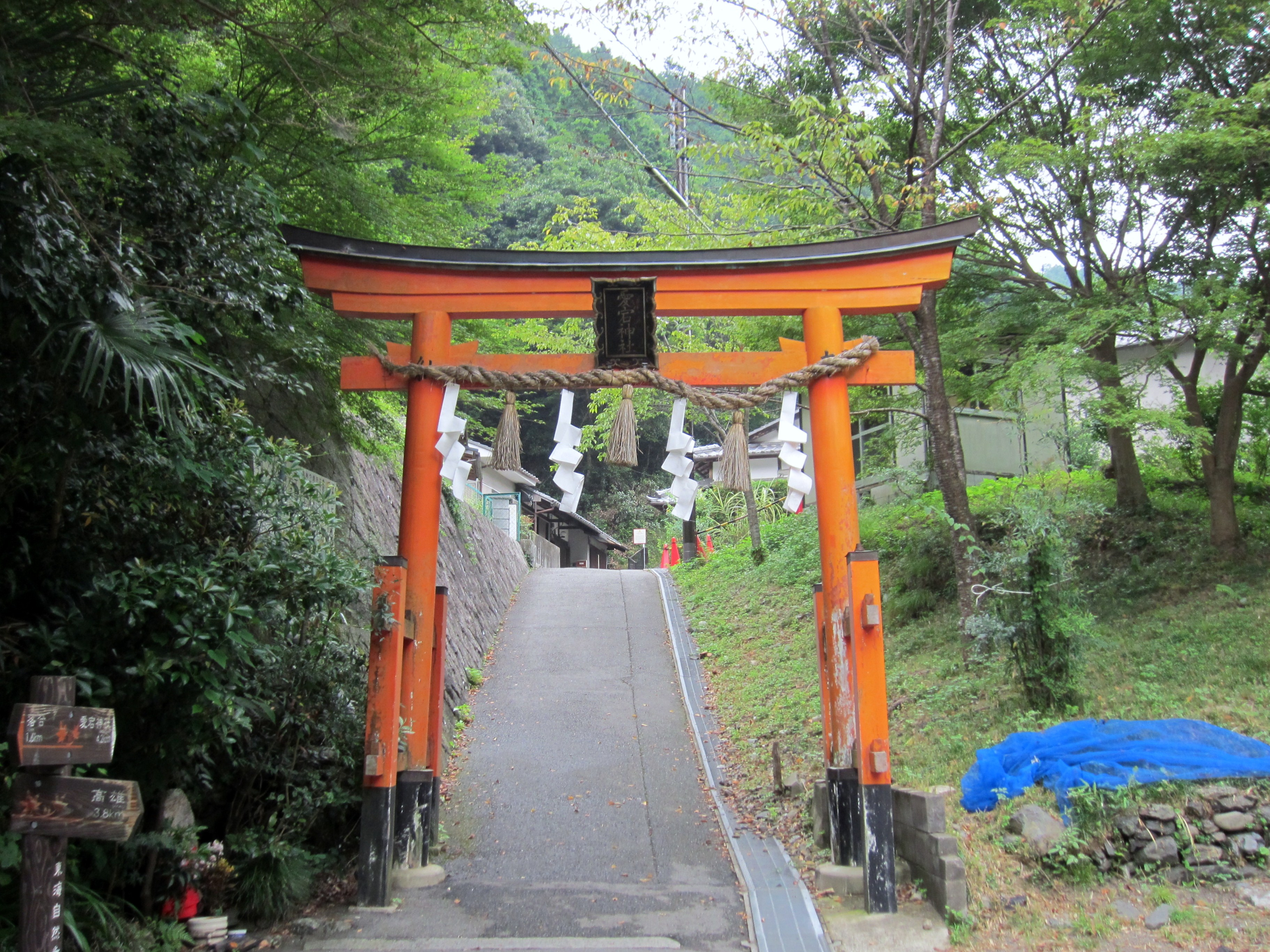
Ingresso di Omotesandō
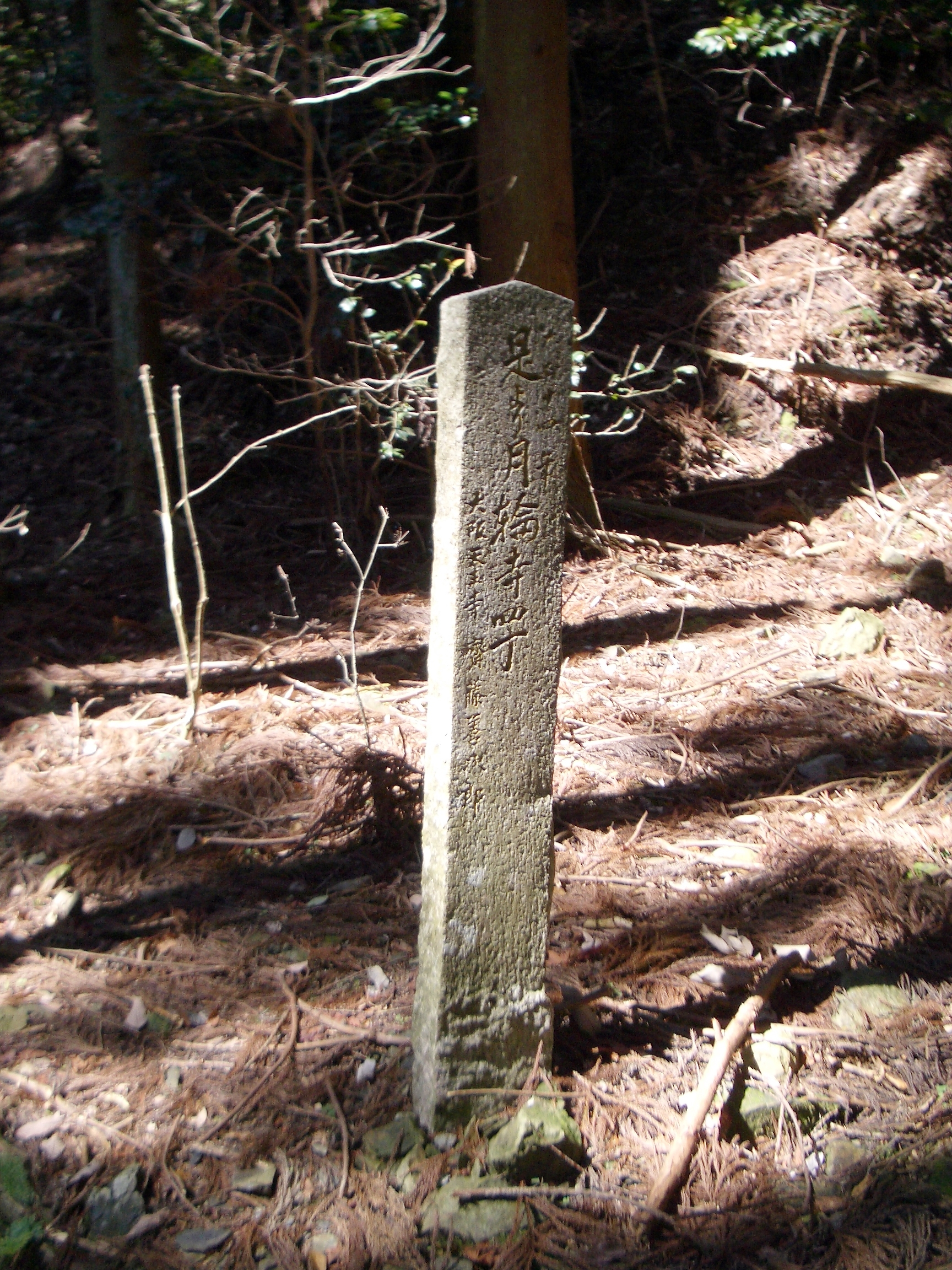
Un cartello stradale sul Monte Atago
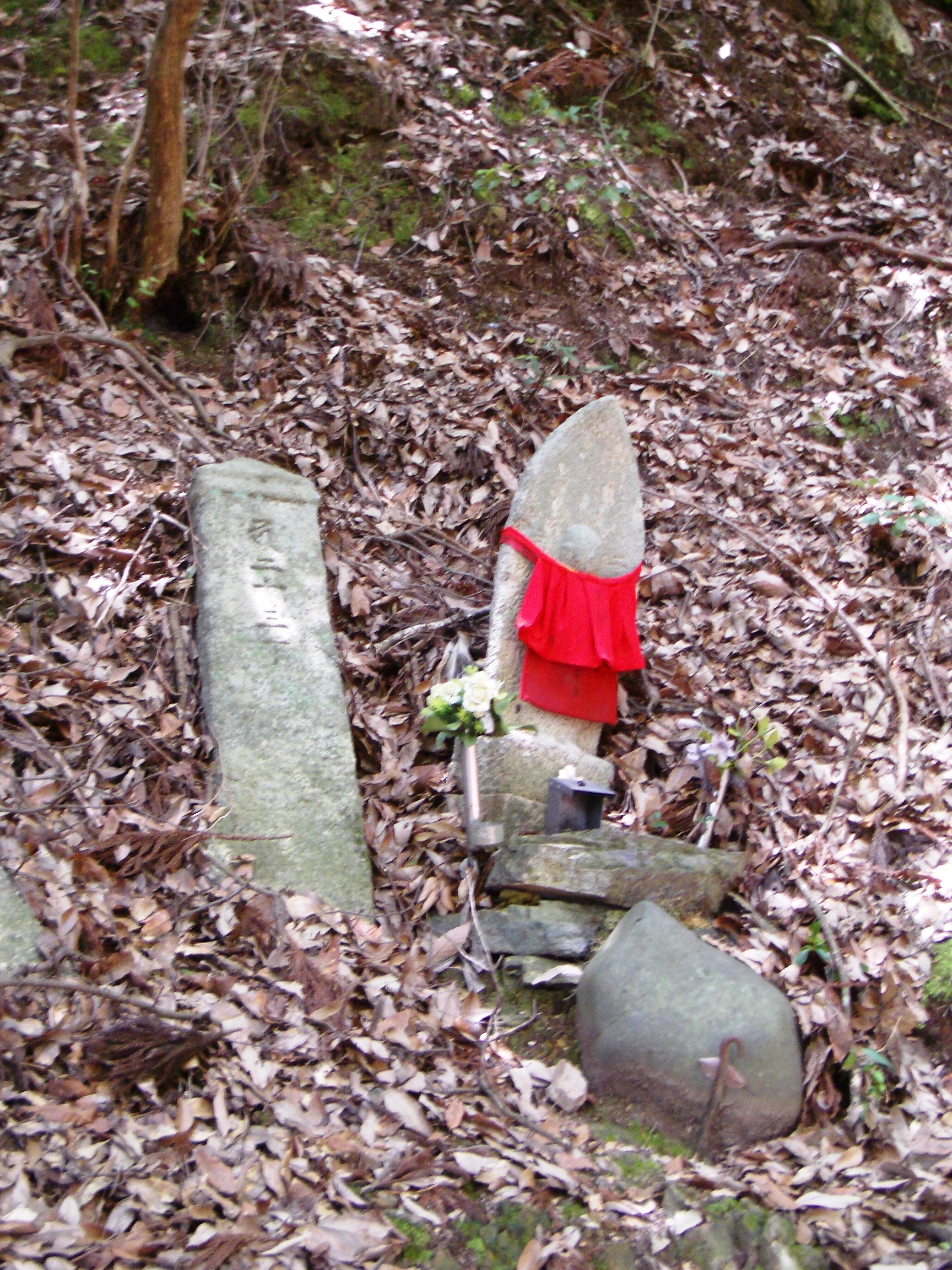
Oggetti religiosi sul Monte Atago
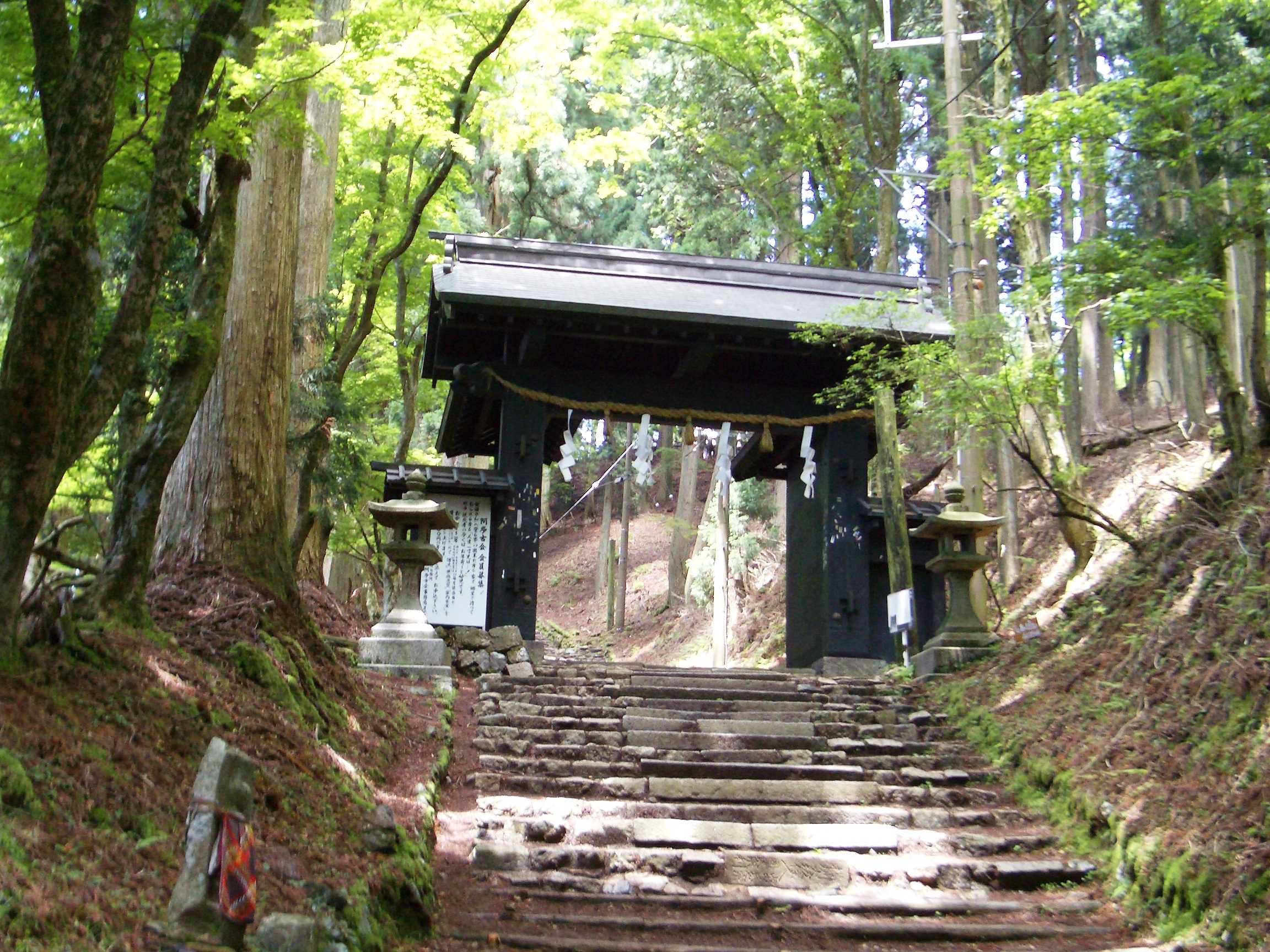
La porta Kuromon del monte Atago
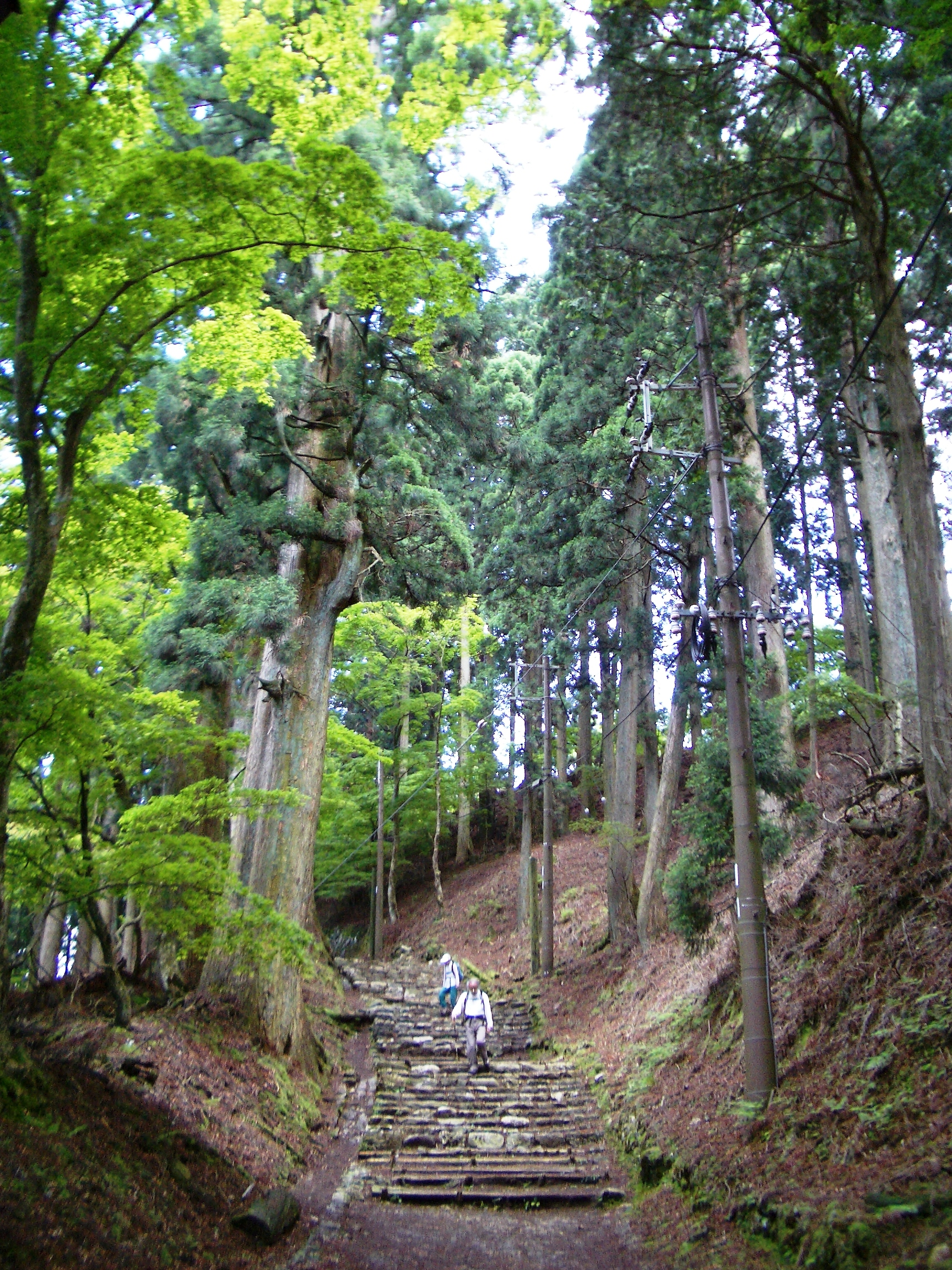
La strada per la cima del Monte Atago
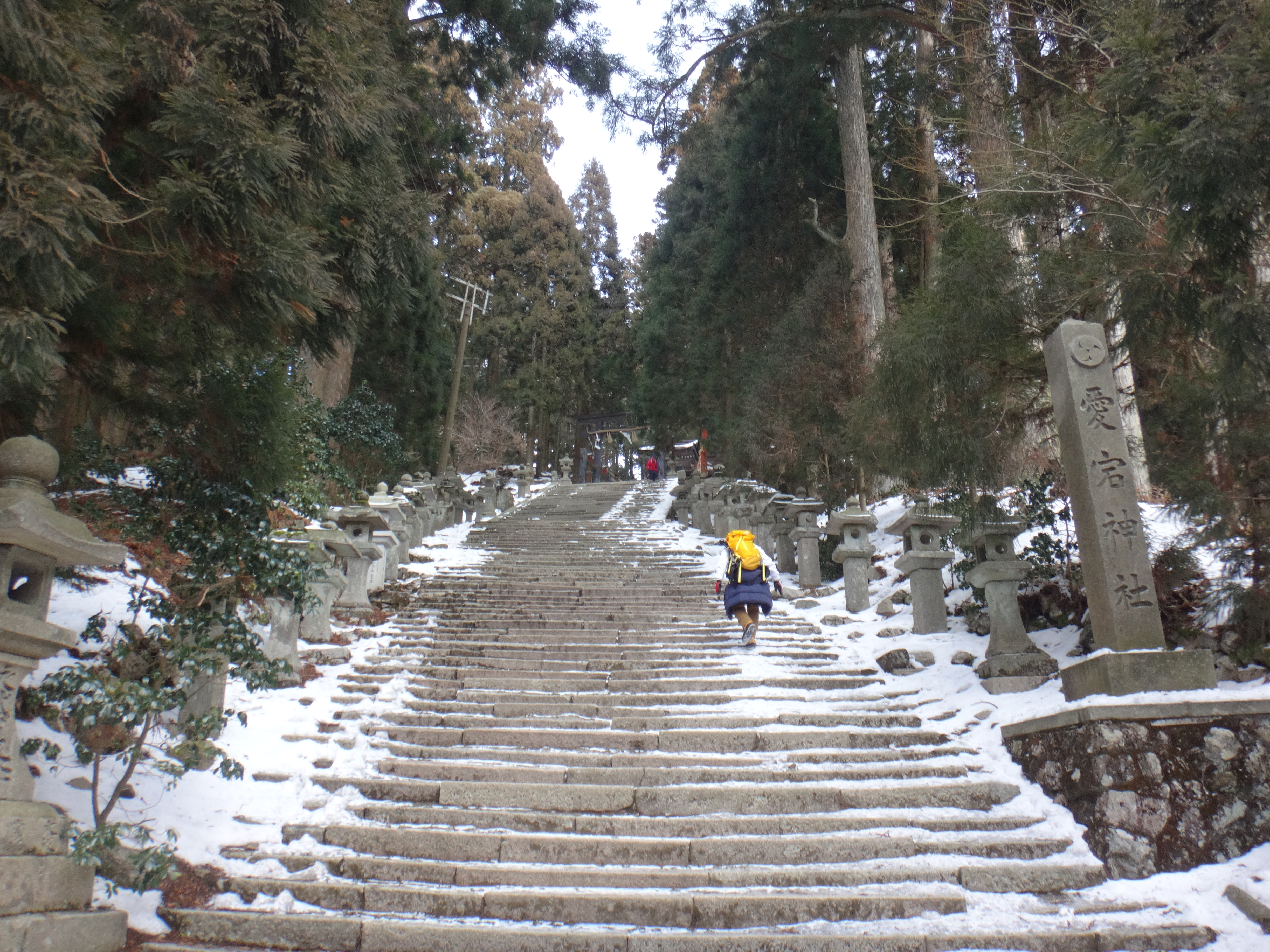
Scale del santuario di Atago
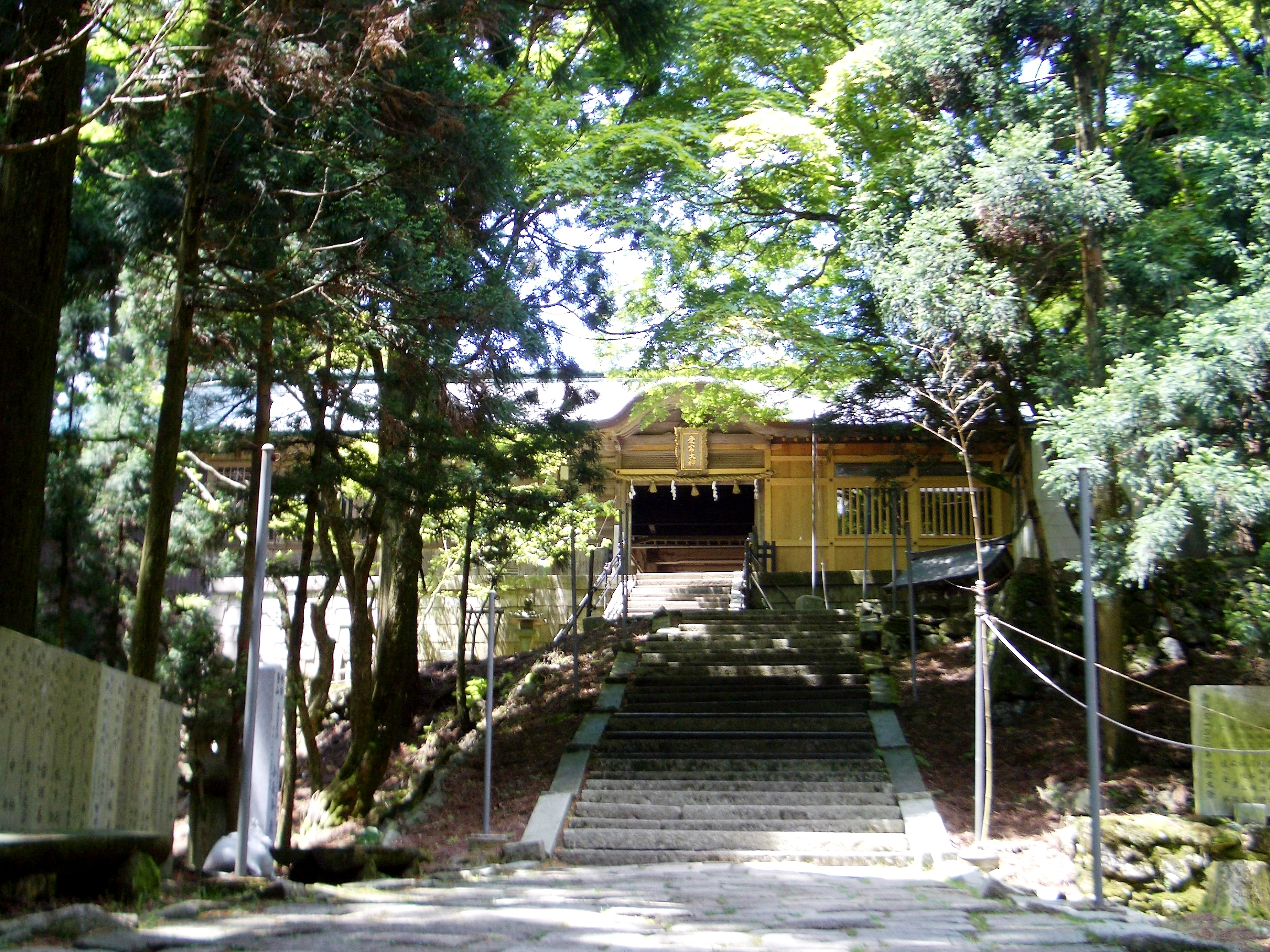
Santuario Atago
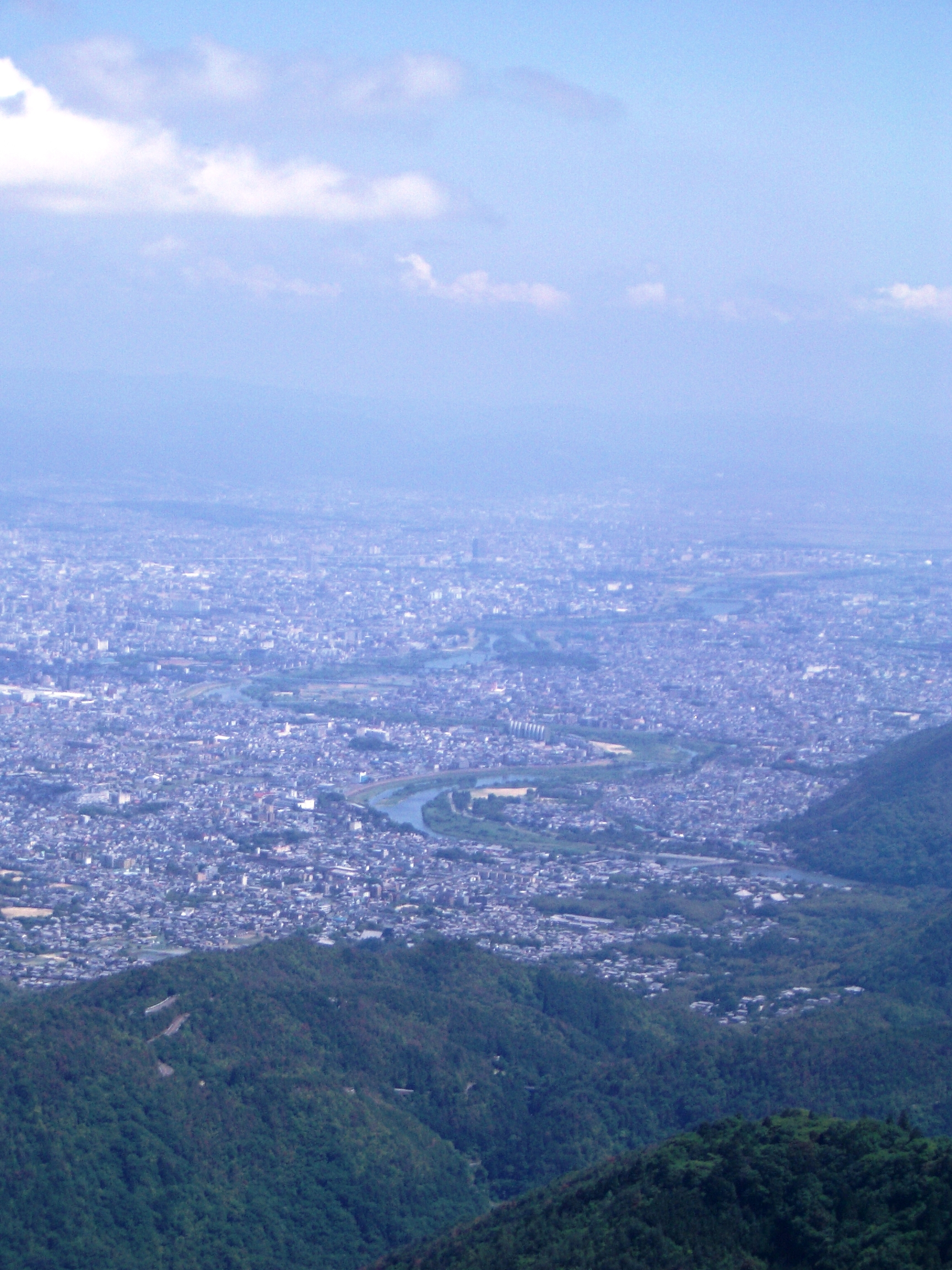
Il fiume Katsura visto dal monte Atago
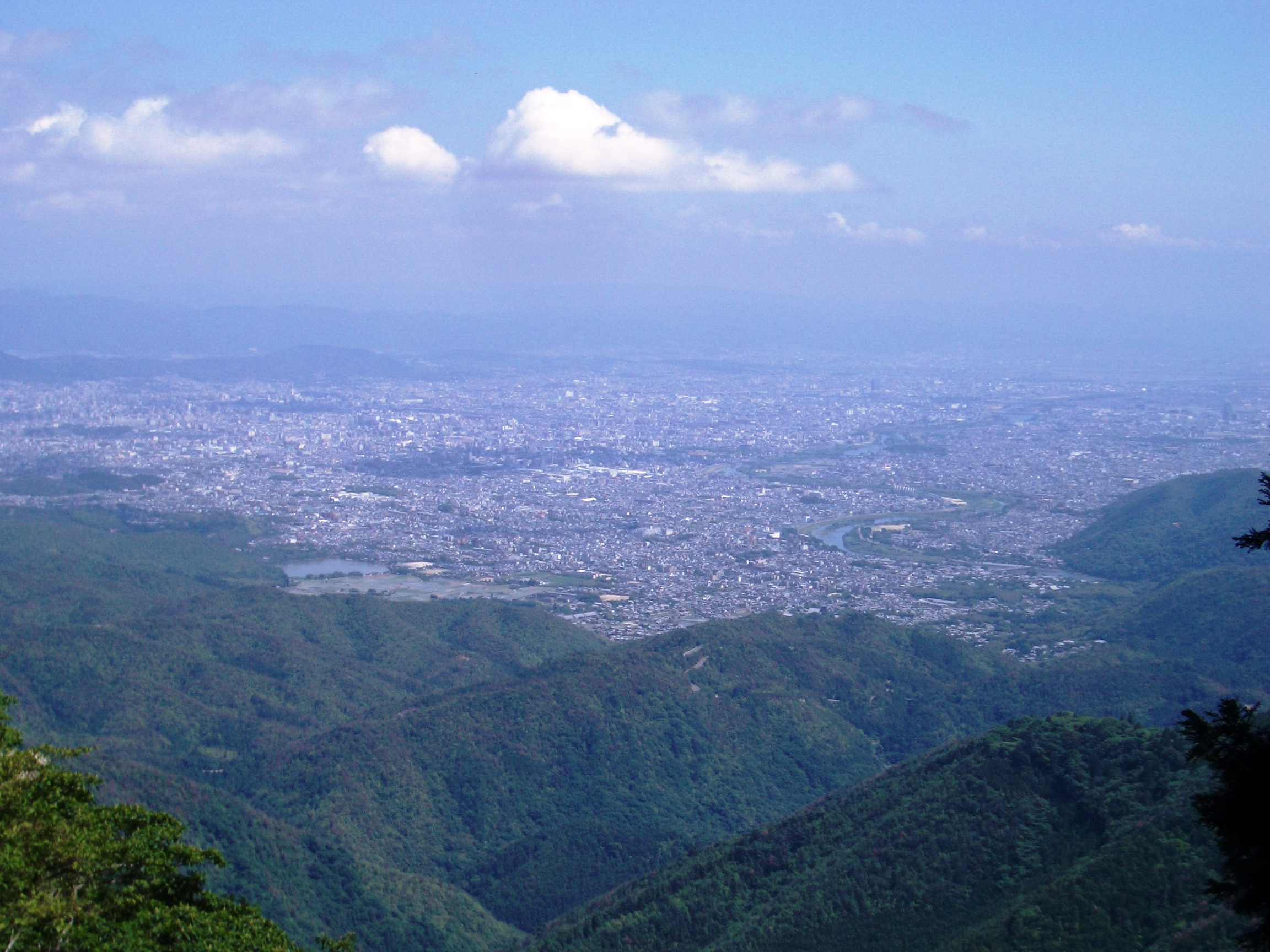
Vista della città di Kyoto dal monte Atago
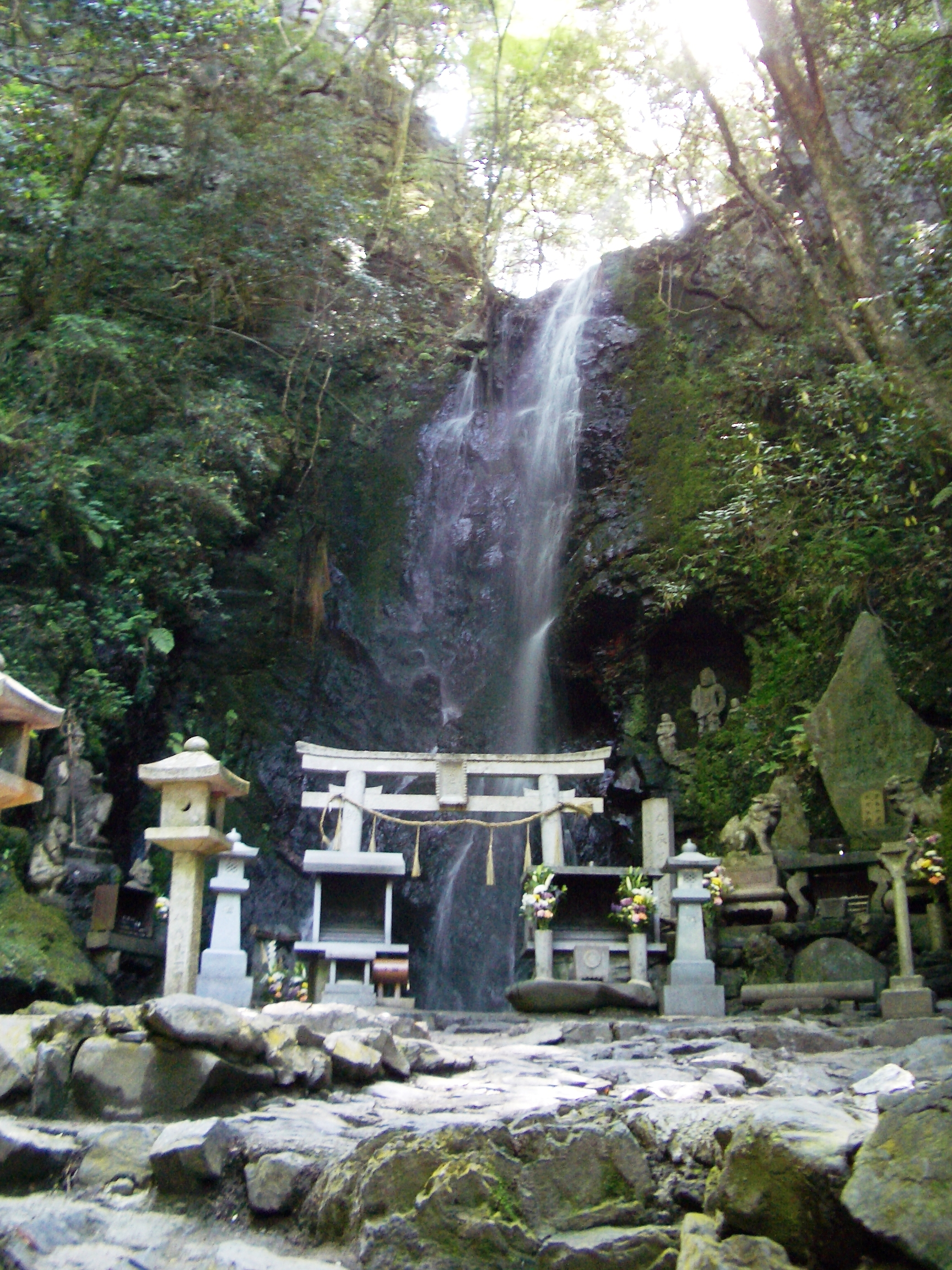
Cascata Fudo sul Monte Atago